# Velika sipina Pyla
Sipina Pyla ali Pilat (francosko La Dune du Pyla, La Dune du Pilat) leži v osrčju gozdnate pokrajine Landes de Gascogne (Gaskonja) in je največja ter najvišja peščena sipina v Evropi. Ime sipine se lahko zapiše na dva načina: Pyla ali Pilat (v obeh primerih se izgovori pilà). Beseda Pyla ali Pilat izhaja iz gaskonjske besede pilhar, ki pomeni kup, gmota, hribček.

## Lega
Pyla leži 60 km jugozahodno od Bordeauxa, ob vhodu v zaliv Arcachon. Upravno sodi v občino La Teste-de-Buch v departmaju Gironde. Sipina s prostornino nekaj deset milijonov m3 leži vzporedno z obalo v smeri sever-jug. Hrbet 2700 m dolge in ob vznožju 500 široke gmote nakopičenega peska se vzpenja do 100 in celo 117 m nadmorjem.

## Nastanek sipin
Sipine so tako imenovane eolske površinske oblike in nastanejo tam, kjer je dovolj peska, stalen veter in naravna ovira. Pogosto nastajajo ob obalah z obsežnimi plitvinami, kjer se material kopiči in poseda na enem mestu. Ko je kup peska dovolj velik, da prekine zračni tok nad tlemi, že lahko govorimo o sipini. Veter udarja ob oviro, ki jo predstavlja sipina, in ves čas kotali zrna peska proti vrhu vzpetine, z vrha pa se po drugi, zavetrni strani kotalijo navzdol. Zato je naklon na zavetrni strani po navadi strmejši od tistega na privetrni strani. Sipine se nenehno gibljejo in premikajo in se z vedno novimi narivi peska širijo v notranjost.

## Nastanek in sestava sipine Pyla
Velika sipina Pyla je obalna sipina, saj je njen hrbet vzporeden z obalno črto v smeri sever-jug. 
Njena spodnja plast, ki leži na nivoju obale, je nastajala v času med leti 10000/8000 do okoli 3500 p.n.št. Sestavljajo jo štiri različne plasti: spodnja plast, ki je nastajala v vlažnem okolju, vsebuje organske ostanke borovega gozda, hrasta, breze, jelše in lesnike, ni pa v njej znakov prisotnosti človeka. Nad to plastjo so ostanki neprepustne šote.
Druga plast na višini 2-5 m je stara približno 3000-4500 let. V njej so našli ostanke orodja in uporabnih predmetov iz bronaste dobe (8.st.p.n.št.), ostanke lesa in semen obmorskega bora. Približno 20 m nad morjem je vmesna plast z ostanki kremenastih alg, ki jih je verjetno veter zanesel iz bližnjih mlak. 
Tretja plast je na višini 20-40 m; v njej so našli ostanke školjk, posod s smolo in bronaste kovance iz 16.st.
Četrta plast je površinska plast, t.im. »Dune de la Grave«. Leta 1863, ko so sipino kartirali, je bila visoka 80 m. V 19.st. so jo zasadili z borovci, da bi zaustavili prodiranje eolskih nanosov, da bi pridobivali les kot surovino in kot stranski produkt uporabljali še lesno smolo.
Vendar sta se rast in premikanje sipine nadaljevala. Do začetka tridesetih let 20.st. se je zaradi eolskih nanosov gmota zvišala za 20-30 m in nastala je nova sipina Pyla. Do tako velikih nanosov je prišlo v letih 1826-1922, ko je zaradi premika južnega kanala proti jugovzhodu prišlo do spodkopavanja zahodnega pobočja sipine Dune de la Grave. Rastlinje, ki je pokrivalo zahodno pobočje, je bilo uničeno, s pobočja brez vegetacije pa je veter spet lahko odnašal pesek proti vrhu in ga odlagal ob vznožju zavetrne strani, kjer so rasli mladi bori. Sipina s svojim nenehnim gibanjem v smeri vetra na obstoječe gmote nariva nov pesek in njeno mejo pomika v notranjost, v gozd, k cesti in k hišam mesteca Pyla.
V plitvini pred Pylo, kjer je peska vedno dovolj, prečno na priobalno sipino nastajajo nove sipine srpaste oblike.

## Sipina kot turistična točka
Danes je sipina Pyla pomembna turistična točka, ki jo letno obišče preko milijon turistov. Z njenega vrha se odpira izjemen pogled na Atlantski ocean, borove gozdove daleč naokrog sipin, na zaliv Arcachon, na kanale in ob lepem vremenu celo na verigo Pirenejev. K vrhu vodi 170 stopnic. Stopnice in vrh nad njimi so pred nanosi peska zaščitili z ograjo iz šibja.
24. januarja 2009 se je nad sipino razdivjala nevihta; veter, ki je pihal s hitrostjo 175 km na uro, je preoblikoval tudi sipino.